# Малый Толпар
Малый Толпар, в верховьях — Большой Толпар — река в России, протекает по Белорецкому и Гафурийскому районам Башкортостана. Длина реки составляет 18 км.
Начинается на южном склоне реки Куянбика. Течёт сначала на юг, потом, петляя, на запад по горам, поросшим дубово-липовым лесом. На правом берегу реки — село Суир-Аисово. Слева — впадают речки Сыгдыелга и Айгуришкан. Устье реки находится в 112 км по правому берегу реки Зилим на высоте 206 метров над уровнем моря.

## Данные водного реестра
По данным государственного водного реестра России относится к Камскому бассейновому округу, водохозяйственный участок реки — Белая от города Стерлитамак до водомерного поста у села Охлебино, без реки Сим, речной подбассейн реки — Белая. Речной бассейн реки — Кама.
Код объекта в государственном водном реестре — 10010200712111100018845.